# Aokigahara

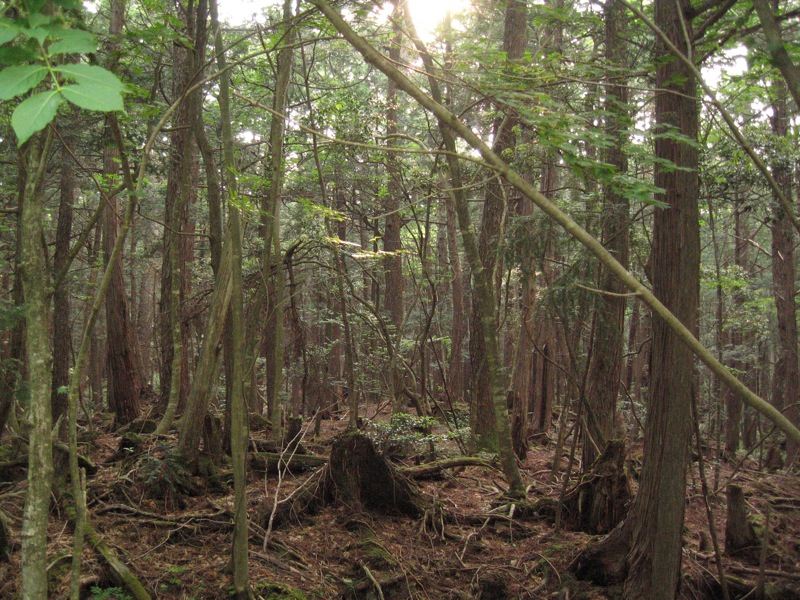
Aokigahara

Aokigahara (青木ヶ原) vagy másik ismert nevén  Dzsukai - A fák tengere (樹海), Japánban, a Fudzsi Hegy tövében elterülő mintegy 35 km²-es erdő. Számos turistalátványossággal rendelkezik, többek közt sziklás, jeges barlangokkal. Az erdő környékén fekszik három település: Nariszava, Asivada és Kamikuisiki.
Az erdő jelentős szerepet játszik a japán mitológiában, mint a démonok lakhelye, emellett az egyik legkedveltebb hely az öngyilkosok körében; 2002-ben 78 holttestet találtak mindazok ellenére, hogy az erdő számos pontján japán illetve angol nyelvű táblák buzdítanak arra, hogy gondolják át szándékukat. A fák sűrűségének és az állatok kis számának köszönhetően az erdő hátborzongató csendjéről is ismert, ezen tulajdonsága miatt kapta a „fák tengere” nevet.

## Földrajzi adottságai
A legutóbbi 1707-es kitörésben ezt a területet nem fedte be láva és hamu, így a ma ismert zöld erdő fennmaradhatott. A talaj elsősorban vulkanikus kőzetet tartalmaz, ezáltal nagyon nehéz bármiféle eszközzel, csákánnyal, lapáttal megtörni. A növényzetet főleg fehér cédrus, fenyő és egy puszpáng-féle bukszus alkotja. Helyi önkéntesek nem hivatalos útvonalakat jelöltek ki ragasztószalaggal az erdőben, ezek mentén szokták megtenni az éves „testvadászatot”. A műanyag szalag soha nincs eltávolítva, így kiváló útmutatóként szolgál az erdő turistalátványosságaihoz vezető utakhoz (Jég-barlang, Szél-barlang). Az első pár kilométer megtétele után az erdő sokkal tisztább, érintetlenebb, nincsenek egyértelmű nyomai az emberi látogatásoknak.

## Látogatók és öngyilkosok

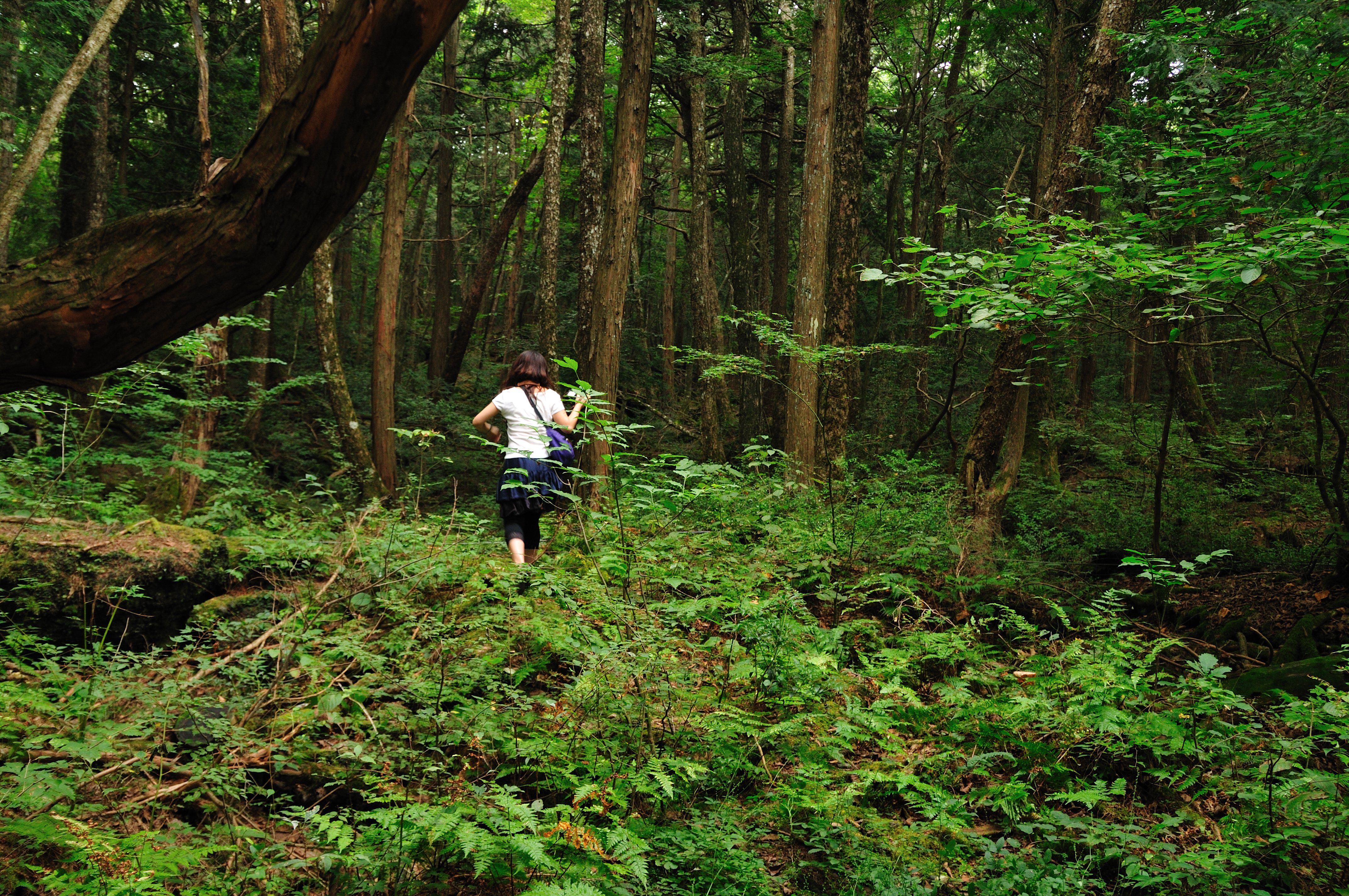
A sűrű erdő sok látogatót vonz

Aokigahara a San Franciscó-i Golden Gate híd után a második legnépszerűbb hely a meghalni vágyók körében. Népszerűsége többek közt Macumoto Szeicsó: ”Nami no Tó” című, 1960-ban íródott regényének is köszönhető, a történet végén ugyanis a szerelmespár ebben az erdőben követ el öngyilkosságot. Aokigahara történelme azonban már a 19. században is összefonódott a halállal, előfordult az „ubaszute” gyakorlata, melynek során a család idős tagját kikísérték a hegyek közé, majd otthagyták, hogy végül szomjan vagy éhen haljon. Sokan ma is úgy tartják, hogy az otthagyottak szellemei kísértik az erdőt.
Az 1950-es évek óta több mint 500 ember vesztette életét Aokigaharában, többnyire öngyilkosok, ami évente átlagosan 30 halálesetet jelent.
2002-ben 78 holttestet találtak az erdőben, ezzel a számmal megelőzve az 1998-as rekordot, amikor 73 halálesetről számoltak be. 2003-ban ez a szám 100-ra emelkedett, ugyanebben az évben a helyi kormány abbahagyta a halálozások számának közzétételét, ezzel próbálva a nyilvánosság szemében jelentéktelenebbé tenni Aokigahara öngyilkossággal való asszociációját. 2004-ben 108-an lettek öngyilkosok itt, míg 2010-ben 247 öngyilkossági kísérlet közül 54 volt sikeres. Az öngyilkosságok hatalmas száma miatt japán és angol nyelvű táblákat helyeztek ki az erdőben, azzal a céllal, hogy az öngyilkosjelöltek merjenek segítséget kérni, és ne dobják el az életüket.
1970-től kezdve tartanak éves holttest-keresést, melyben kisebb rendőrcsapatok, önkéntesek és újságírók vesznek részt. Amellett, hogy az emberek egy része meghalni jön, a sűrű, átjárhatatlan erdő a kalandvágyókat is vonzza. A túrázók nagy része színes ragasztószalagokat hagy maga után, mely aggodalmat keltett a megyei tisztviselők körében, az erdő ökoszisztémája miatt.
2004-ben „Dzsukai- A Fák Tengere a Fudzsi Hegy mögött” (樹の海, Fák Tengere) címmel jelent meg egy film Aokigaharáról Takimoto Tomojuki rendezésében. Négy emberről szól a történet, akik ebben az erdőben szeretnének véget vetni életüknek. A forgatási helyszín felderítése közben Takimoto azt mondta az újságíróknak, hogy talált egy pénztárcát, mely állítása szerint 370 000 japán jent tartalmazott (kb. 965 000 forint), ezzel hangot adva annak a pletykának, miszerint Aokigahara egy kincsesbánya a „hiénák” számára.
2015-ben szintén The Sea Of Trees - A fák tengere címmel jelent meg egy film, Matthew McConaughey, Ken Watanabe és Naomi Watts főszereplésével, Gus Van Sant rendezésében. A tragikus történetben Arthur, a személyes válságát megélő amerikai fizikatanár találkozik az öngyilkossági szándékát feladó, ugyanakkor az erdőben reménytelenül eltévedt Takumival. A kifelé vezető út keresése közben, a kettejük közti beszélgetések ráébresztik Arthurt, hogy az általa ismert fizikai léten kívül létezik egy spirituális világ is. Az erdőben zajlott, és a megmenekülése utáni események adnak megnyugvást, és bűntudata alól feloldozást Arthurnak.

### Fordítás
Ez a szócikk részben vagy egészben  az   Aokigahara című angol Wikipédia-szócikk ezen változatának fordításán alapul.  Az eredeti cikk szerkesztőit annak laptörténete sorolja fel. Ez a jelzés csupán a megfogalmazás eredetét és a szerzői jogokat jelzi, nem szolgál a cikkben szereplő információk forrásmegjelöléseként.

## További információ
- Aokigahara Jukai — A fák tengere Írta Lévai Csaba